# Кювье, Жорж Леопольд
Жорж Леопо́льд де Кювье́, барон (фр. Jean Léopold Nicolas Frédéric Cuvier; 1769—1832) — французский естествоиспытатель, натуралист. Считается основателем сравнительной анатомии и палеонтологии. Был членом Французского географического общества. Ввёл разделение царства животных на четыре типа.
Брат Фредерика Кювье. Под руководством Жоржа Кювье обучались Жан-Виктор Одуэн и Анри Мильн-Эдвардс. Ж. Кювье оказал значительное влияние на формирование личности Фредерики Вюртембергской, будущей русской великой княгини Елены Павловны, государственной и общественной деятельницы.

## Биография
Родился 23 августа 1769 года в городе Мёмпельгард, принадлежавшем тогда Вюртембергу, учился здесь в школе и должен был готовиться к званию пастора (Кювье принадлежал к протестантской семье), но вражда к нему директора гимназии, в которой он учился, помешала этому. Позже Кювье удалось поступить в Высшую школу Карла в Штутгарте, где избрал факультет камеральных наук, дававший ему возможность ознакомиться с естествознанием, склонность к которому он обнаруживал с детства.
В 1788 году стал домашним учителем у графа д’Эриси (фр. d'Hericy) в замке Фикенвилль в Нормандии, где, пользуясь близостью моря, занимался исследованиями морских животных. Познакомившись с врачом Тессье (фр. Henri-Alexandre Tessier), Кювье по его просьбе с большим успехом прочёл курс ботаники для врачей госпиталя, которым заведовал Тессье, и, благодаря связям последнего с парижскими учёными, завязал отношения с наиболее выдающимися естествоиспытателями, по приглашению которых явился в Париж, где в 1795 году занял место профессора в Центральной школе Пантеона.

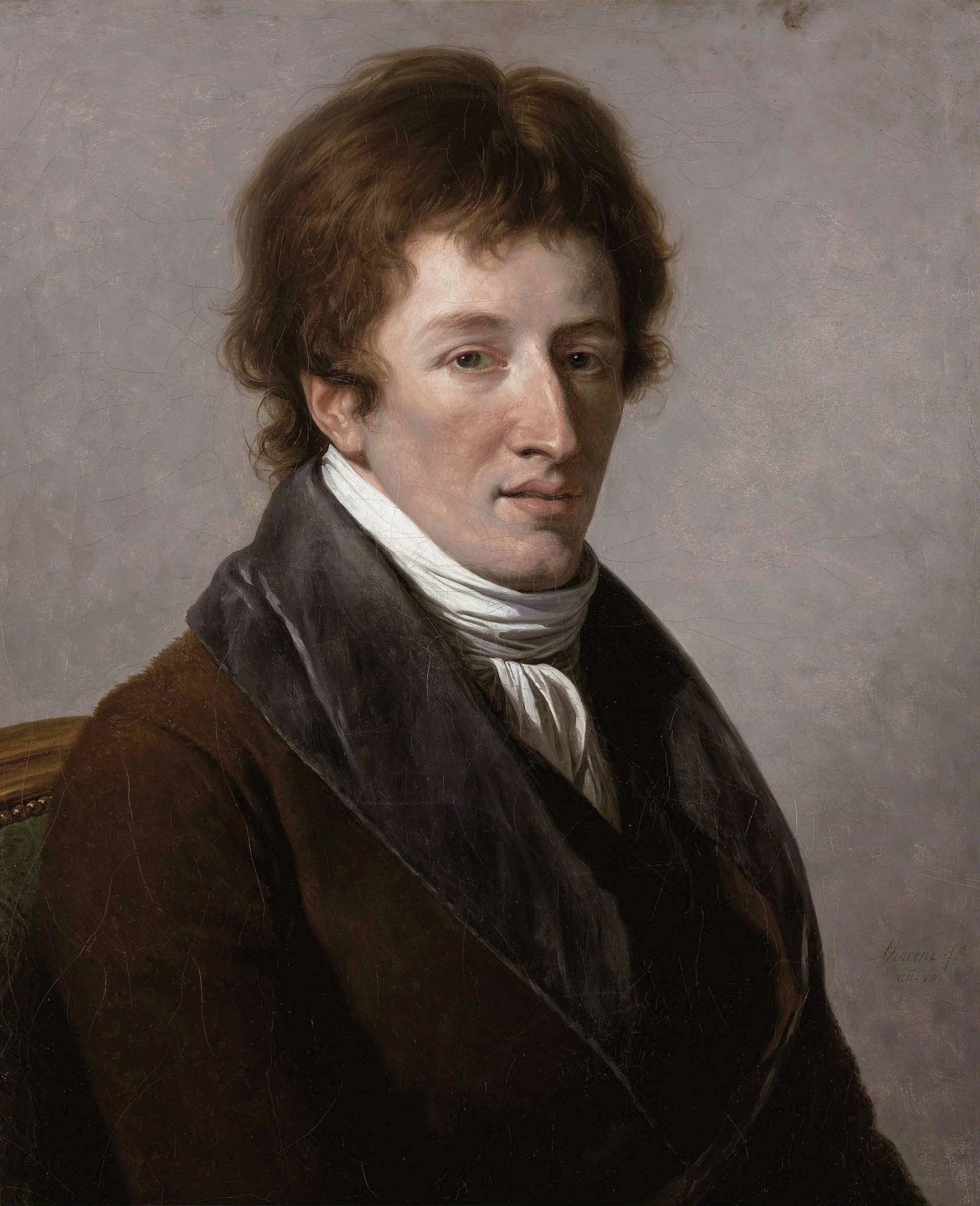
Кювье в 1795 г.

Был назначен помощником Жан-Клода Мертрю, преподавателя сравнительной анатомии Сада растений, в 1796 году был назначен членом национального института.
В 1800 году занял кафедру естественной истории в Коллеж де Франс. В 1802 году, после смерти Мертрю, занял кафедру сравнительной анатомии Сада растений.
В 1809—1811 годах организовал учебную часть в областях, вновь присоединённых к Французской империи.
В 1822 году служил в государственном совете, где ему был поручен надзор над протестантскими богословскими факультетами.

## Научный вклад

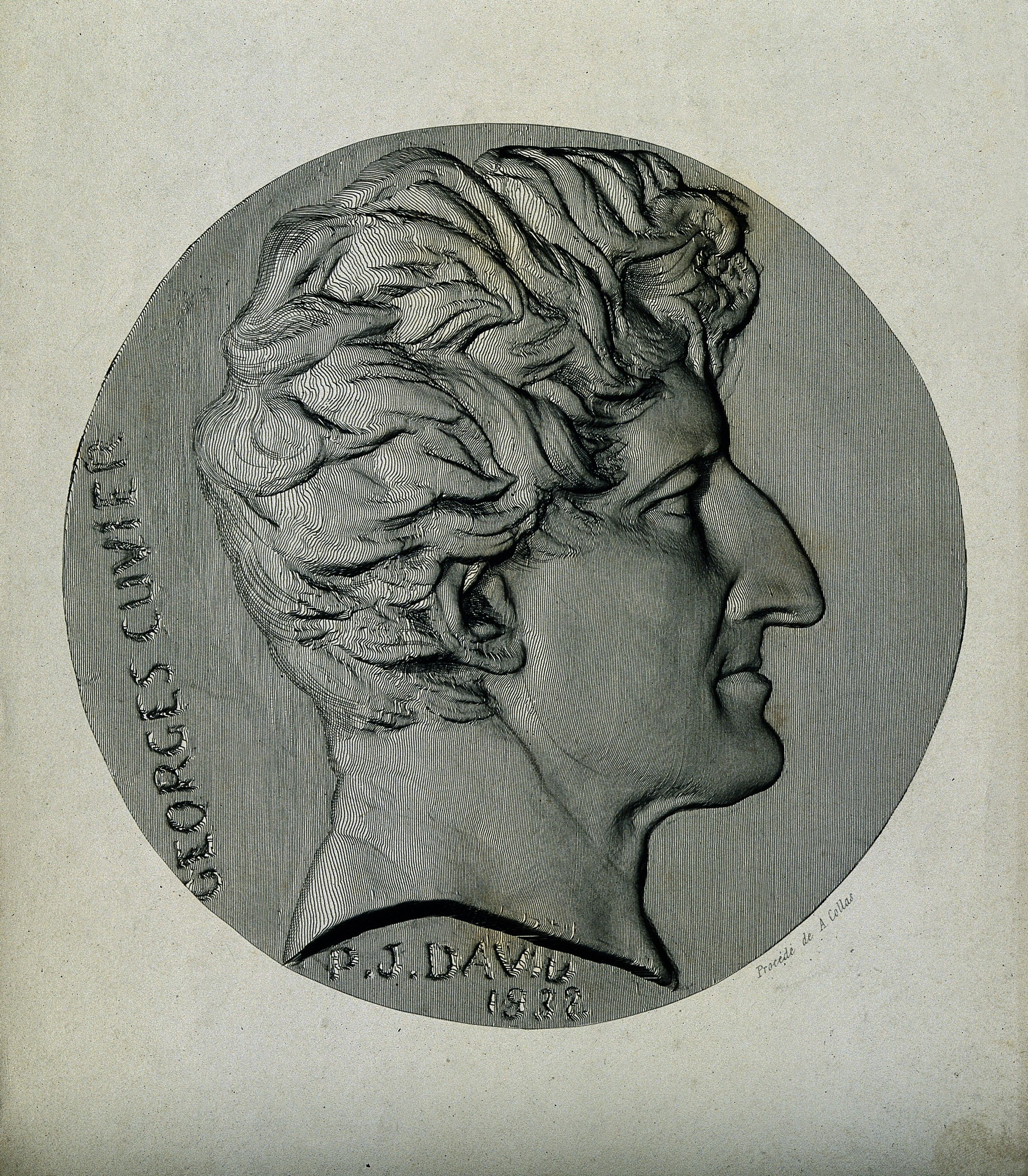
Гравюра с портретом Кювье, 1832 г.

Известен по работам в области сравнительной анатомии: он не только исследовал строение множества животных, но и установил ряд весьма ценных теоретических взглядов; таков особенно выясненный им закон соотношения органов, в силу которого изменение в одном из органов сопровождается непременно рядом изменений в других. Кювье установил понятие о типах и в высокой степени улучшил классификацию животного царства.
Первые исследования его в области зоологии посвящены энтомологии, за ними последовал ряд работ до сравнительной анатомии различных животных (1792—1800), затем «Lecons d’anatomie comparés» (5 т., Пар., 1801—1805; новое издание в восьми томах издано его учениками после его смерти, в 1836—1846 годах), дополнением к этой работе послужила «Mémoires pour servir à l’histoire et à l’anatomie des mollusques» (Пар., 1816). Свою классификацию он развил в статье «Sur un nouveau rapprochement à établir entre les classes qui composent le règne animal» (1812, в «Annales d’histoire naturelle», т. XIX); далее он издал «Règne animal» (4 тома, Париж, 1817; 2-е переработанное издание в пяти томах с 1829 года и ряд изданий потом); вместе с Валансьеном начал «Histoire naturelle des poissons» (22 тома, Париж, 1828—49; после смерти Кювье издание продолжал, но не окончил Валансьен). Важное значение имели исследования Кювье над ископаемыми позвоночными, в которых он с большим успехом применял принципы сравнительной анатомии. В 1812 году он издал «Recherches sur les ossements fossiles» (4 т.; 4-е издание в 12 томах в 1830—1837 годах). Кювье был сторонником постоянства вида и главным противником последователей теории эволюции (Ж. Б. Ламарк, Ж. Сент-Илер); одержав над ними верх в публичном споре в академии, Кювье на долгое время закрепил в науке представление о неизменности вида. Исследования Кювье над ископаемыми животными парижского бассейна привели его к теории катастроф, по которой каждый геологический период имел свою фауну и флору и заканчивался громадным переворотом, катастрофой, при которой гибло всё живое или большая его часть на Земле, и на место старых видов приходили новые. Учение о катастрофах он изложил в «Discours sur les revolutions de la surface du globe et sur les changements qu’elles ont produits dans le règne animal».
Его теория катастроф была предметом дискуссий, в итоге которой идеи катастрофизма были отвергнуты под влиянием трудов Ч. Лайелла. Но в первой половине XX века они частично возродились в форме так называемого неокатастрофизма — представления об одновременных на всей планете фазах складчатости и горообразования, прерывающих длительные эпохи относительного покоя и медленной эволюции коры.
Скончался 13 мая 1832 года.
Его имя внесено в список величайших учёных Франции, помещённый на первом этаже Эйфелевой башни.
Наряду с Линнеем, он был одним из двух личных "героев" Дарвина.

## Членство в организациях
Был членом Французской академии наук (1795), Французской академии (1818), при Луи-Филиппе стал пэром Франции.
- иностранный почётный член Императорской Санкт-Петербургской академии наук (1802)[10].
- иностранный член Лондонского королевского общества (1806)[11].

## Память
В честь Ж. Кювье были названы:
- Кювьерониус (Cuvieronius) — вымерший вид хоботных
- Rosa 'Georges Cuvier' — сорт роз
- Кювьеровы органы у голотурий
- Кювье (лунный кратер) на видимой стороне Луны.
- Премия Кювье, Французская академия наук.